# Gotthard Fellerer
Gotthard Fellerer (* 1. November 1944 in Baden, Niederösterreich) ist ein österreichischer Interartkünstler.

## Leben
Fellerer setzte sich seit 1960 intensive mit Kunst und Grenzgebieten auseinander. Er ist grenzüberschreitender bildender Künstler, Musikant, Ausstellungskurator, Gestalter, Ausstellungsdidaktiker, Publizist und Kunstmultiplikator. Er lehrte seit 1970 an der Wiener Kunstschule (bis 1972), im Jugendgefängnis Gerasdorf, am Bundesgymnasium Wiener Neustadt (1972–2005), am Pädagogischen Institut des Bundes (1991–2001), an der Pädagogischen Akademie des Bundes in Baden (1992–1994), von 1993 bis 2006 an der Akademie der Bildenden Künste Wien. 2005–2006 war er Mitglied des Kollegiums der Privatuniversität UBT, Prishtina, Kosovo.
Als bildender Künstler stellte er seit 1967 aus. Davon etwa 300 Ausstellungsbeteiligungen und etwa 30 Einzelausstellungen im In- und Ausland.
Er ist Herausgeber der Kulturzeit(streit)schriften 707 und seit 1993 des Kulturmagazins BravDa, das sich gegen die kulturelle Einebnung Zentraleuropas stellt.
Gotthard Fellerer lebt in Wiener Neustadt.

## Mitgliedschaften
- 1967–1968 Mitglied der Worried Men Skiffle Group
- 1974–2004 Freier Mitarbeiter am Österreichischen Gesellschafts und Wirtschaftsmuseum
- 1977–1993 Mitglied des NÖ Kultursenates
- 1984–1992 Mitglied der Kunstankaufskommission des BMUK
- 1976–1996 und seit 2003 ausführendes und planendes Mitglied des NÖ Kulturforums
- 1986–2003 mit Siegfried Nasko: Didaktiker und Mitgestalter des Dr.-Karl-Renner-Museums in der Renner-Villa Gloggnitz
- 1994–1995 Mitarbeiter am Forschungsprojekt der Österreichischen Nationalbank: "Ästhetisierung und Inszenierung der gerwalt im Nationalsozialismus – die österreichische Seite"
- Gründungsmitglied und Obmann des überregionalen Kunstvereines SüdOst
- Kuratoriumsmitglied der Emanuel und Sophie Fohn-Stiftung
- Kurator des Kunstforums Leoben

## Ausstellungen
Seit 1967 Ausstellungen und Ausstellungsbeteiligungen im In- und Ausland u. a.:
- 2004 Gotthard Fellerer – Bildatmen. Stadtmuseum St. Pölten[1]
- 2010 Ausstellung im Rahmen der Eröffnung des PHantastenMuseumsWien
- 2014 10 Bild-Atmen im Österreichischen Kulturzentrum, Wien
- 2015 Kosmogonia in der Galerie Csokay, Gols

## Auszeichnungen
- 1972 Förderungspreis des Landes Niederösterreich für Literatur
- 1977 Förderungspreis für Grafik des Theodor-Körner-Stiftungsfonds
- 2003 Kulturpreis der Stadt Wiener Neustadt
- 2007 Anerkennungspreis der Renner-Instituts NÖ
- 2014 Großes Ehrenzeichen des Landes Niederösterreich
- 2014 Ehrenzeichen der Stadt Wiener Neustadt
- 2017 Kulturpreis der Stadt Leoben[2]
- Ehrenmitglied des Theatervereins Odeon, Wien
- Ehrenmitglied des Österreichischen Kulturzentrums, Palais Palffy, Wien

## Publikationen
- Texte für Gott weiß wen. 1972.
- Gotthard Fellerer, Übersicht Grafik, Malerei, 74 – 76
- Aufbruch zum Ich. Lyrik, 1978.
- Die hermetische Botschaft, Ausstellungskatalog der Landesgalerie Eisenstadt, 1978
- Stellungbeziehen, zur Problematik Kunst – Kitsch – Volkskunst, Schriftenreihe des NÖ Kulturforums, 1982
- Thema Objektive Kunst, Kurt Ingerl und internationale Konstruktivisten, Schriftenreihe des Nö Kulturforums, 1982
- Hrsg.: Thema Arbeitswelt, Schriftenreihe des NÖ Kulturforums, 1982
- Der weiße Pfad, ein esoterischer Weg, 1984
- Charakter ist Eigensinn, für eine neue Architektur, Schriftenreihe des NÖ Kulturforums, 1986
- Kunst-X, Schriftenreihe des NÖ Kulturforums, 1989.
- PANTA RHEI. 1990.
- Gotthard Fellerer, Bilder aus der Stille, Katalog des NÖ. Dokumentationszentrums für moderne Kunst, St. Pölten, 1992
- Charakter ist Eigensinn. 1993.
- Mystik. Quell der Kraft. 1996.
- Kunstreich-Österreich, eine Reise durch die Kunstgeschichte Österreichs
- Die Tücke der Harmlosigkeit. 1997.
- Demistso, das Symposion Lindabrunn 1967–1997. Bildband, 153 Seiten; Beilage: The Symposion Lindabrunn and Mathias Hietz. 12 Seiten: Herausgeber: Verein Symposion Lindabrunn, Grillenberg, 1998.
- Am Ende des Regenbogens, der Paradiesgarten Katalog zur gleichnamigen Ausstellung in der Ausstellungshalle, St. Peter an der Sperr, Wiener Neustadt, 1998
- Nur ein toter Fisch schwimmt mit dem Strom, ein Traktat über die Unteilbarkeit des Alldurchdringlichen, 2002
- Bildatmen 1, Ausstellungskatalog des Stadtmuseums der Landeshauptstadt St. Pölten, 2004
- Der runde Tisch, Künstler und Gäste des Kunstvereines Süd Ost, ein Lese und Schaubuch, 2004
- Bildatmen 2, Bilder und Texte, Katalog zur Ausstellung im Palais Palffy, Wien, 2006
- Quer, Ein Lese- und Schaubuch, Zur Ausstellung "Gotthard Fellerer, Quer", im Palais Palffy, Wien 2010
- (Hrsg.): 40 Jahre Kultur vor der Haustür. Ein exemplarisches Lese- und Schaubuch. 40 Jahre NÖ Kulturforum, Krems an der Donau 2014
- 10-Bildatmen, Bilder und Texte zu den zehn Sephiroth, Ausstellungskatalog Palais Palffy, Wien, 2014
- (Hrsg.): 25 Jahre unverdrossen Freundeskreis. Ein Almanach mit vielen exemplarischen Bildern. Kunstverein Süd Ost. Wiener Neustadt 2015

## Tonträger
- Zeitlos. gemeinsam mit Johannes Winkler, CD, 2001
- Gotthard Fellerer CD-ROM, tundra media, 2001
- Kaffehausgespräche, CD, 2003
- Kunstatmen, eine DVD des Gigstream-Filmteams, 2004
- Videodokumentation des PEN-Clubs "Autorenporträt Gotthard Fellerer", 2007
- Lieder für Fortgeschrittene, Da Fellera, CD, 2009
- Fast Forward, eine Filmcollage mit Beiträgen aus zwei Jahrzehnten über Gotthard Fellerer von Dr. Johannes Köck, DVD, 2009
- Sternenstaub, Westentaschengedichte, 2009
- Der Tod ist ein Vogerl, ein aleatorisches Moratorium, CD, 2013
- Ferrum 189, Gruppe DiDA, CD, 2014

## Werke
- Metallplastik „Der Aufstieg“, 1979